# Kevin Freeman
Kevin Freeman – australijski judoka.
Brązowy medalista mistrzostw Oceanii w 1983. Wicemistrz Australii w 1981 i 1988 roku.